# Metro Atlanta
Atlanta-Sandy Springs-Marietta i den amerikanske delstat Georgia, også benævnt Metro Atlanta, er et storbyområde i det sydøstlige USA, bestående af 28 amter (counties).  Ved folketællingen i 2000 havde området et indbyggertal på 4.247.981, mens dets folketal i 2006 blev anslået til 5.138.223 mennesker.  Ifølge samme anslåede folketal, er de 28 amter i Metro Atlanta det hurtigstvoksende storbyområde i USA.
Metro Atlanta er det 9.-største storbyområde i USA, mens byen Atlanta alene kun er den 35.-største i landet, primært på grund af dens store udbredelse og manglende evne til at annektere nabobyer, som det er tilfældet med eksempelvis storbyerne Charlotte, San Diego og Phoenix.
Atlantas indbyggertal efter Combined Statistical Area-metoden lå i 2000 på 4.584.234.  Per 1. juli 2006 anslås indbyggertallet til at være 5.478.667. 

## Amter
Anslåede folketal for amterne i området.
| - Barrow County (63.702) - Bartow County (91.226) - Butts County (23.561) - Carroll County (107.325) - Cherokee County (195.327) - Clayton County (271.240) - Cobb County (679.325) | - Coweta County (115.291) - Dawson County (20.643) - DeKalb County (723.602) - Douglas County (119.557) - Fayette County (106.671) - Forsyth County (150.968) - Fulton County (960.009) | - Gwinnett County (757.104) - Haralson County (28.616) - Heard County (11.472) - Henry County (178.033) - Jasper County (13.624) - Lamar County (16.679) - Meriwether County (22.881) | - Newton County (91.451) - Paulding County (121.530) - Pickens County (29.640) - Pike County (16.801) - Rockdale County (80.332) - Spalding County (62.185) - Walton County (79.388) |

## Hovedby
- Atlanta (international lufthavn: Hartsfield-Jackson Atlanta International Airport)

## Edge cities (fhv. sovebyer)
"Edge cities" beskriver på amerikansk en relativt ny koncentration af erhverv, indkøbs- og underholdningsmuligheder, uden for et traditionelt byområde, i hvad der indtil for nylig har været et forstadsområde primært anvendt til beboelse eller en halvlandlig bebyggelse.  På dansk er det delvist sammenligneligt med forhenværende sovebyer.
- Sandy Springs/Dunwoody
- Cumberland
- Kennesaw (bymidten)
- Marietta
- Smyrna
- Alpharetta
- Peachtree City

## Større forstæder
Flere end 10.000 indbyggere.
| - Acworth - Alpharetta - Belvedere Park (CDP) - Buckhead - Buford - Candler-McAfee (CDP) - Canton - Carrollton - Cartersville - College Park - Conyers - Covington - Decatur - Douglasville - Druid Hills (CDP) - Duluth - Dunwoody (CDP) | - East Point - Fayetteville - Forest Park - Griffin - Johns Creek - Kennesaw - Lawrenceville - Lilburn - Mableton (CDP) - Marietta - McDonough - Milton - Monroe - Mountain Park, Gwinnett County (CDP) - Newnan - North Atlanta (CDP) - North Decatur (CDP) | - North Druid Hills (CDP) - Panthersville (CDP) - Peachtree City - Powder Springs - Redan (CDP) - Riverdale - Roswell - Sandy Springs - Smyrna - Snellville - Stockbridge - Sugar Hill - Suwanee - Tucker (CDP) - Union City - Winder - Woodstock |

## Mindre forstæder
Færre end 10.000 indbyggere.
| - Auburn - Austell - Avondale Estates - Ball Ground - Berkeley Lake - Braselton - Bremen - Carl - Cassville - Chamblee - Clarkston - Conley (CDP) - Cumming - Dacula - Dallas - Doraville - East Griffin (CDP) - East Newnan (CDP) - Emerson - Fair Oaks (CDP) | - Fairburn - Grayson - Gresham Park (CDP) - Hampton - Hapeville - Haralson - Hiram - Holly Springs - Irondale (CDP) - Jasper - Jonesboro - Lake City - Lakeview Estates (CDP) - Lebanon - Lithia Springs - Lithonia - Locust Grove - Loganville - Lovejoy - Morrow | - Mountain Park, Fulton County - Norcross - Oxford - Palmetto - Pine Lake - Porterdale - Rest Haven - Scottdale - Senoia - Sharpsburg - Social Circle - Stone Mountain - Tallapoosa - Temple - Tyrone - Villa Rica - Vinings - Waleska |

## Andre bebyggelser i området
Bebyggelser med færre end 10.000 indbyggere, og som i daglig tale ikke anses for at være en del af storbyområdet.
| - Adairsville - Bethlehem - Between - Blacksville (CDP) - Bonanza (CDP) - Bowdon - Braswell - Brooks - Corinth - Euharlee | - Experiment (CDP) - Good Hope - Grantville - Jersey - Kingston - Mansfield - Moreland - Mount Zion - Newborn - Orchard Hill | - Roopville - Statham - Sunny Side - Taylorsville - Turin - Walnut Grove - White - Whitesburg - Woolsey |

CDP betyder "Census-designated place", et sted der af statistiske hensyn er defineret af folketællingskontoret, af mangel på en egentlig by med eget bystyre.
33°45′18″N 84°23′24″V / 33.755°N 84.39°V